# Pedreira Prado Lopes
A Pedreira Prado Lopes é a mais antiga favela de Belo Horizonte. 

## História
O nome originou-se do fato de que no local funcionavam uma das cinco pedreiras que forneceram material para a edificação da cidade (as outras são Acaba Mundo, localizada no sopé da Serra do Curral, perto da Praça JK; Morro das Pedras, no Bairro Gutierrez; Lagoinha e Carapuça) e em homenagem ao Dr. Antônio Prado Lopes Pereira, que assumiu a pedreira após a construção da cidade. Anteriormente, teve outros nomes: Pedreira da Lagoinha,  Vila Senhor dos Passos, Fazenda Palmital, Vila João Pessoa e Vila Santo André. 

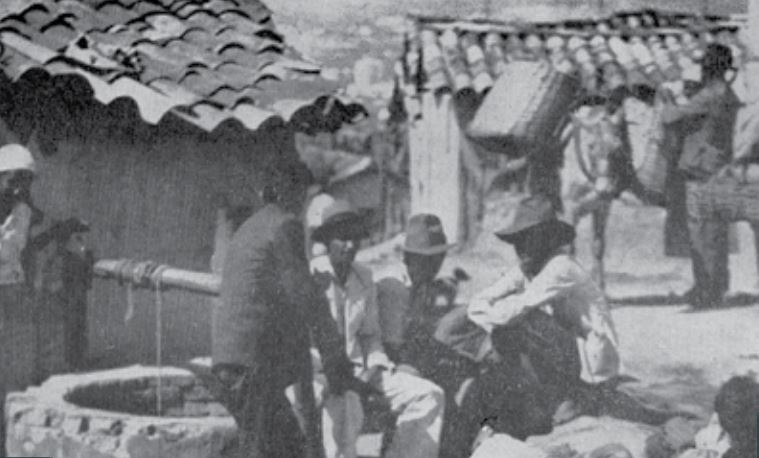
Pedreira Prado Lopes, década de 1940